# 장기선
장기선(張基善, 1926년 5월 30일~2009년 9월 5일)은 대한민국의 정치인이다. 제10대 국회의원을 역임했다. 자는 기원(基遠), 호는 자산(孜山)이다.

## 생애
서울대학교 문리대학 사회학과 및 서울대학교 대학원 사회학 석사를 수료했다.
1978년 제10대 총선에서 유신정우회 국회의원을 지냈다. 그 외에도 민주공화당 당의장비서관, 대한해운회사 부사장, 이화여자대학교 대학원 강사,서울대학교 문리대 사회학과 강사, 민주공화당 정책연구원 차장을 지냈으며, 2009년 9월 5일에 별세했다.

## 역대 선거 결과
|  | 0% |

|  | 13.3% |

## 저서
- 《선진한국》(1986년)